# Montrottier
Montrottier és un municipi francès situat al departament del Roine i a la regió d'Alvèrnia-Roine-Alps. L'any 2007 tenia 1.388 habitants.

## Demografia

### Població
El 2007 la població de fet de Montrottier era de 1.388 persones. Hi havia 544 famílies de les quals 172 eren unipersonals (84 homes vivint sols i 88 dones vivint soles), 144 parelles sense fills, 188 parelles amb fills i 40 famílies monoparentals amb fills.
La població ha evolucionat segons el següent gràfic:
Habitants censats

### Habitatges
El 2007 hi havia 675 habitatges, 548 eren l'habitatge principal de la família, 65 eren segones residències i 63 estaven desocupats. 517 eren cases i 155 eren apartaments. Dels 548 habitatges principals, 346 estaven ocupats pels seus propietaris, 182 estaven llogats i ocupats pels llogaters i 20 estaven cedits a títol gratuït; 5 tenien una cambra, 37 en tenien dues, 116 en tenien tres, 177 en tenien quatre i 213 en tenien cinc o més. 352 habitatges disposaven pel capbaix d'una plaça de pàrquing. A 247 habitatges hi havia un automòbil i a 230 n'hi havia dos o més.

### Piràmide de població
La piràmide de població per edats i sexe el 2009 era:
| Homes | Edats   | Dones |
| ----- | ------- | ----- |
| 0     | 95 o +  | 0     |
| 4     | 90 a 94 | 0     |
| 4     | 85 a 89 | 16    |
| 8     | 80 a 84 | 8     |
| 12    | 75 a 79 | 20    |
| 28    | 70 a 74 | 40    |
| 28    | 65 a 69 | 44    |
| 24    | 60 a 64 | 32    |
| 24    | 55 a 59 | 16    |
| 36    | 50 a 54 | 40    |
| 56    | 45 a 49 | 40    |
| 64    | 40 a 44 | 60    |
| 64    | 35 a 39 | 56    |
| 28    | 30 a 34 | 56    |
| 40    | 25 a 29 | 32    |
| 44    | 20 a 24 | 28    |
| 44    | 15 a 19 | 52    |
| 60    | 10 a 14 | 96    |
| 60    | 5 a 9   | 56    |
| 24    | 0 a 4   | 40    |

## Economia
El 2007 la població en edat de treballar era de 869 persones, 643 eren actives i 226 eren inactives. De les 643 persones actives 583 estaven ocupades (321 homes i 262 dones) i 60 estaven aturades (23 homes i 37 dones). De les 226 persones inactives 57 estaven jubilades, 93 estaven estudiant i 76 estaven classificades com a «altres inactius».

### Ingressos
El 2009 a Montrottier hi havia 537 unitats fiscals que integraven 1.308 persones, la mediana anual d'ingressos fiscals per persona era de 16.370 €.

### Activitats econòmiques
Dels 89 establiments que hi havia el 2007, 2 eren d'empreses alimentàries, 3 d'empreses de fabricació de material elèctric, 6 d'empreses de fabricació d'altres productes industrials, 18 d'empreses de construcció, 11 d'empreses de comerç i reparació d'automòbils, 6 d'empreses de transport, 3 d'empreses d'hostatgeria i restauració, 4 d'empreses financeres, 6 d'empreses immobiliàries, 8 d'empreses de serveis, 14 d'entitats de l'administració pública i 8 d'empreses classificades com a «altres activitats de serveis».
Dels 27 establiments de servei als particulars que hi havia el 2009, 1 era una oficina de correu, 4 tallers de reparació d'automòbils i de material agrícola, 1 paleta, 3 guixaires pintors, 6 fusteries, 2 lampisteries, 3 electricistes, 2 perruqueries, 3 restaurants, 1 agència immobiliària i 1 saló de bellesa.
Dels 3 establiments comercials que hi havia el 2009, 2 eren fleques i 1 una botiga d'electrodomèstics.
L'any 2000 a Montrottier hi havia 56 explotacions agrícoles que ocupaven un total de 1.295 hectàrees.

## Equipaments sanitaris i escolars
L'únic equipament sanitari que hi havia el 2009 era una farmàcia.
El 2009 hi havia 4 escoles elementals. Montrottier disposava d'un col·legi d'educació secundària amb 24 alumnes.

## Poblacions més properes
El següent diagrama mostra les poblacions més properes.